# Anglure-sous-Dun
Anglure-sous-Dun è un comune francese di 170 abitanti situato nel dipartimento della Saona e Loira nella regione della Borgogna-Franca Contea.

## Società

### Evoluzione demografica
Abitanti censiti